# 非認知主義
非認知主義（ひにんちしゅぎ、英: Non-cognitivism）とは、倫理的な文は命題（すなわち、論理的陳述）を表現せず、したがって真理値を持たない（真理適格性がない）というメタ倫理学的見解である。非認知主義者は、「道徳的判断は、世界の何らかの特徴を記述するため、客観的に真であり得る」という認知主義の主張を否定する。もし道徳的陳述が真であり得ず、真でないものを知識とすることができないならば、非認知主義は道徳的知識が不可能であることを意味する。
非認知主義は、非認知的な態度が道徳的言説の基礎にあり、したがってこの言説は非宣言的な言語行為から成り立つことを含意する。ただし、その表面的特徴は道徳的言説が認知的であるかのように一貫して効率的に機能することを認める。道徳的主張を非宣言的言語行為として解釈する要点は、もし道徳的主張が真でも偽でもない場合（論理実証主義などの哲学が含意するように）、それらが何を意味するかを説明することである。「殺人は最低だ！」や「殺すな」といった発話は、真偽の候補ではないが、非認知的な意味を持つ。

## 種類
アルフレッド・エイヤー、ウィーン学団、チャールズ・スティーブンソンに関連する情緒主義は、倫理的文は主に自身の態度の感情的表現であり、聞き手の行動に影響を与えることを意図しているとする。この見解では、「殺人は間違っている」は「殺人、最低！」または「私は殺人を否認する」と解釈される。
リチャード・マーヴィン・ヘアによって発展させられた情緒主義の近縁が、普遍的指令主義と呼ばれる。指令主義者は倫理的陳述を、全ての人が従うべき普遍的な命令として解釈する。指令主義によれば、「汝殺すなかれ！」や「盗むな！」といった表現が道徳性の最も明確な表現であり、「殺人は間違っている」といった言い換えは道徳的文の意味を曖昧にする傾向がある。
非認知主義の他の形態には、サイモン・ブラックバーンの準実在論とアラン・ギバードの規範表出主義がある。

## 賛成論
他の反道徳的実在論的メタ倫理学理論と同様に、非認知主義は主に奇異性からの論証によって支持される：倫理的特性は、もし存在するとすれば、世界に観察可能な効果を持たないため、宇宙の他のあらゆるものとは異なるものとなる。人々は一般的に殺人に対して否定的な態度を持っており、これが私たちのほとんどを殺人から遠ざけていると推測される。しかし、殺人の実際の「悪さ」は「独立した」役割を果たしているのか。ある種の行為が持つ悪さという特性が存在するという証拠はあるのか。一部の人々は、殺人を見たり考えたりする際に私たちが抱く強い感情が、殺人の悪さの証拠を提供すると考えるかもしれない。しかし、これらの感情を「悪さ」がその原因であると言わずに説明することは難しくない。したがって、倫理的特性が存在するか否か、存在するとすればどれが存在するかを見分ける方法はない。オッカムの剃刀により、最も単純な仮定はそれらが存在しないということである。非認知主義者は、倫理的特性に関する命題は指示対象を持たないため、倫理的陳述は別のものでなければならないと主張する。

### 普遍的指令主義
指令主義の論証は、規範的陳述の「機能」に焦点を当てる。
指令主義者は、言葉と世界の間の衝突の場合における変化の期待が異なるため、事実的陳述と指令は全く異なると主張する。記述的文において、「赤は数である」という前提を立てた場合、英文法の規則によればその陳述は偽となる。その前提は「赤」と「数」という対象を記述しているため、英語を適切に理解している人なら誰でもそのような記述の偽性とその陳述の偽性に気付くだろう。しかし、「汝殺すなかれ！」という規範が発せられ、この前提が否定される場合（人が殺害されるという事実によって）、話者はこの観察に基づいて自身の文を「他人を殺せ！」に変更するのではなく、殺人という行為に対する道徳的憤りを繰り返すべきである。客観的現実に基づいて陳述を調整することと、陳述に基づいて現実を調整することは、言語の相反する使用法である。つまり、記述的陳述は規範的陳述とは異なる種類の文である。真理が真理の対応説に従って理解される場合、外部現象に依存しない文の真偽の問題は検証できない（恒真式を参照）。
一部の認知主義者は、「勇敢な」のような表現は、分析によって区別できない事実的要素と規範的要素の両方を持つと主張する。指令主義者は、文脈に応じて、意味の事実的要素か規範的要素のいずれかが支配的になると主張する。「英雄Aは勇敢に振る舞った」という文は、Aが危険に直面して逃げ出した場合は間違っている。しかし、「勇敢であれ、そして祖国の栄光のために戦え！」という文は真理値を持たず、軍に入らない人によって偽とされることはない。
指令主義は、実際の話し方によっても支持される。多くの道徳的陳述は、例えば親や教師が子供に悪い行為を禁止する場合など、事実上の推奨や命令として発せられる。最も有名な道徳的観念は指令である：モーセの十戒、慈善の命令、定言命法、黄金律は、何かが事実であるかないかを述べるのではなく、何かをするかしないかを命じる。
指令主義は、神への服従としての道徳性という有神論者の考えに適合することができる。しかし、道徳性を神の主観的意志として解釈する認知主義的超自然主義とは異なり、指令主義は道徳的規則が普遍的であり、神への言及なしに理性のみによって発見できると主張する。
ヘアによれば、指令主義者は道徳的虚無主義者が論理的に間違っているか矛盾していると主張することはできない。誰もが道徳的命令に従うかどうかを選択できる。これはヘラクレスの選択のキリスト教的再解釈による人間の条件である。指令主義によれば、道徳は（道徳的事実の）知識についてではなく、（正しいことを選択する）性格についてである。行為者は、世界の中の何らかの道徳的真理に向けて自分の責任と意志の自由を外部化することはできず、徳のある人々は何が正しいかを選択するために何らかの認知を待つ必要はない。
指令主義は、命令に真理値がない命令論理と、自然主義的誤謬の考えによっても支持される：たとえ誰かが倫理的特性の存在を証明し、それを事実的陳述で表現できたとしても、その陳述から命令を導き出すことは決してできないため、倫理的特性の探求は無意味である。

### 情緒主義
情緒主義の論証は、規範的陳述が話者によって発せられる際に何を「表現する」かに焦点を当てる。殺人は間違っていると言う人は、確かに殺人への不承認を表現している。情緒主義者は、これが彼女のすることの「全て」であり、「殺人は間違っている」という陳述は真理適格性のある宣言ではなく、不承認を表現することに加えて「殺人は間違っている」という主張も真であることを示したいと考える認知主義者に証拠の負担があると主張する。情緒主義者は、殺人が間違っているという証拠が本当にあるのかと問う。私たちは木星が磁場を持っていることや鳥が卵生であることの証拠は持っているが、今のところ「善さ」のような道徳的特性の証拠は見つかっていないように思われる。情緒主義者は、そのような証拠がないのに、なぜそのような特性が「存在する」と考えるべきなのかと問う。倫理的直観主義者は、証拠は科学や理性からではなく、私たち自身の感情から来ると考える：善い行いは私たちに特定の感じ方をさせ、悪い行いは非常に異なる感じ方をさせる。しかし、これは本当に善い行いと悪い行いが存在することを示すのに十分だろうか。情緒主義者はそうは考えず、特定の行為を考えることが私たちに不承認を感じさせる理由を説明するために、道徳的な「悪さ」や「間違い」の存在を仮定する必要はないと主張する。すなわち、内省する際に私たちが本当に観察するのは不承認の感情だけであると主張する。したがって情緒主義者は、より単純な説明が利用可能なのに、なぜ（例えば殺人の）本質的な「悪さ」が感情を引き起こしているに違いないと主張するのではなく、これが全てだという単純な説明を採用しないのかと問う。

## 反対論
非認知主義に対する一つの反論は、感情的および指令的反応の外部的な「原因」を無視しているということである。誰かが「ジョンは良い人だ」と言う場合、ジョンについての何かがその反応を引き起こしたはずである。ジョンが貧しい人々に施しをし、病気の祖母の世話をし、他人に親切であり、これらが話者に彼のことを良く思わせているのであれば、「ジョンは貧しい人々に施しをし、病気の祖母の世話をし、他人に親切だから良い人だ」と言うのは妥当である。また、話者が貧しい人々に施しをするという考えに肯定的に反応するのであれば、その考えの何らかの側面が肯定的な反応を引き起こしたはずである。その側面もまた、その善さの基礎であると主張することができる。
もう一つの反論は、倫理的文がより複雑な文に埋め込まれる「埋め込み問題」である。以下の例を考えてみよう：
- 肉を食べることは間違っていない。
- 肉を食べることは間違っているか？
- 私は肉を食べることは間違っていると思う。
- マイクは肉を食べることは間違っていると思っていない。
- 私はかつて肉を食べることは間違っていると思っていた。
- 彼女は肉を食べることが間違っていることに気付いていない。

これらの文を情緒主義的な枠組みで翻訳しようとする試みは失敗する（例えば「彼女は『肉を食べることは最低だ！』に気付いていない」）。指令主義的な翻訳はわずかにましである（「彼女は肉を食べてはいけないことに気付いていない」）。そのような構文を形成する行為自体が、プロセスにおける何らかの認知を示している。
一部の非認知主義的観点によれば、これらの文は単に倫理的陳述が真か偽のいずれかであるという誤った前提を仮定しているとする。それらは文字通り以下のように翻訳されるかもしれない：
- 「肉を食べることは間違っている」は偽の陳述である。
- 「肉を食べることは間違っている」は真の陳述か？
- 私は「肉を食べることは間違っている」は真の陳述だと思う。
- マイクは「肉を食べることは間違っている」は真の陳述だと思っていない。
- 私はかつて「肉を食べることは間違っている」は真の陳述だと思っていた。
- 彼女は「肉を食べることは間違っている」が真の陳述であることに気付いていない。

しかし、これらの翻訳は、人々が実際に言語を使用する方法から乖離しているように見える。非認知主義者は「『肉を食べることは間違っている』は偽の陳述である」という発言に反対せざるを得ない（「肉を食べることは間違っている」はそもそも真理適格性がないため）が、「肉を食べることは間違っていない」という発言には同意したくなるかもしれない。
これらの陳述をより建設的に解釈するなら、それらが表現する基底的な感情的陳述を記述するものとして解釈できる。すなわち：私は肉を食べることを否認する/否認しない、私はかつてそうしていた、彼はそうしない、私はそうするが彼女はそうしない、など。しかし、この解釈は非認知主義本来のものというよりも倫理的主観主義に近い。
非認知主義に対する類似の反論は、倫理的議論に関するものである。一般的な議論として、「もし罪のない人間を殺すことが常に間違っており、すべての胎児が罪のない人間であるならば、胎児を殺すことは常に間違っている」というものがある。ほとんどの人はそのような発言を、先験的に真である分析命題を表すと考えるだろう。しかし、倫理的陳述が認知を表現しないのであれば、それらを議論の前提として使用することは奇妙に思われ、真の命題と同じ三段論法の規則に従うと仮定することはさらに奇妙である。しかし、普遍的指令主義の提唱者であるリチャード・マーヴィン・ヘアは、論理の規則は文法的法とは独立しており、したがって命令法の間にも直説法の間と同じ論理的関係が成り立つと主張している。
道徳的判断であると主張するものの言語的特徴に基づく非認知主義への多くの反論は、もともとピーター・グラッセンによって1959年1月の『マインド』に掲載された「道徳的判断の認知性」と、同誌1963年1月号の彼のフォローアップ記事で提起された。